# گئوبروه دوم
گئوبروه (به پارسی باستان: 𐎥𐎢𐎲𐎽𐎢𐎺؛ نویسه‌گردانی: Gaubᵃruva⁠؛ به زبان یونانی باستان: Γωβρύης؛ نویسه‌گردانی: Gōbrúēs؛ یا به زبان یونانی باستان: Γοβρύας؛ نویسه‌گردانی: Gobrúas؛ به زبان ایلامی: Kambarma)، ساتراپ، ساتراپی بابل و عبر-ناری در دوران حکومت کوروش بزرگ و کمبوجیه دوم بود. او در سال چهارم حکومت کوروش بزرگ در بابل (۵۳۵/۴ پ. م)، زمانی که شاهنشاه این دو ایالت را در یک استان ادغام کرد، به این سمت منصوب شد. اسم او در یک سری از اسناد بابلی به تاریخ ۵۳۵/۴ (سال چهارم پادشاهی کوروش بزرگ) و ۵۲۵/۴ (سال پنجم پادشاهی کمبوجیه) پ. م ثبت گردیده‌است، ولی او اجتمالاً این سمت را مدت طولانی‌تری، تا بعد از مرگ حفظ کرد. احتمال دارد او تا شورش‌های بابلی پس از تاج‌گذاری داریوش بزرگ یا حتی سازماندهی مجدد شاهنشاهی هخامنشی در آغاز پادشاهی داریوش بزرگ، که Uš-ta-nu، جانشین گوبریاس شد، این سمت را می‌داشت.
بیشترین مدارک در دست از اسناد قانونی بدست آمده از اوروک، نشان می‌دهد که نه تنها گوبریاس در حوزه اجرایی‌اش، چه امور شهری و چه امور نظامی را به خوبی گردانیده، بلکه او با توانایی ویژه‌ای تا آنجا پیش رفت که نقش فعالی در روند قانونی ایفا کرد و مسئول تصمیم‌گیر مستقیم در مدیریت امور معبد اینانا در اوروک بود، چرا که معبد قبلاً به صورت خودگردان، اداره می‌شد. در این اسناد از نوشته‌ها، مفسرها، پیک‌ها و مدیریت و کمیسیونرهای دارائی گوبریاس، ذکر گردیده‌است. علاوه‌براین، اسناد از سیپار، از «کانال بین گوبریاس و بندر گوبریاس (kāru)» سخن می‌گویند و در خود بابل، ما مکانی را یافته‌ایم که «نی‌ستان گوبریاس» نامیده شده‌است. به نظر می‌رسد که گوبریاس در بعضی موارد، از کمک‌های پسرش Na-bu-(ú-)gu بهره می‌برده‌است. این شخص باید مقام اجرایی بالایی داشته باشد (اثبات دقیق آن ناممکن است) و در دوران بین ۵۲۷/۶ و ۵۲۳/۲ پ. م (یعنی سال هفتم پادشاهی کمبوجیه دوم) ذکر شده‌است.
به نظر می‌رسد جای شکی نیست که این شخص، اوگبارو (فرمانده‌ای که در ۵۳۹ پ. م بابل را فتح کرد و در پایان سال بعد، درگذشت) یا گئوبروه، برادرزن و پدرزن داریوش بزرگ باشد. حتی اگرچه، شونزنر (Schwenzner) مدعی باشد که این سه شخصیت، همگی در اصل یک نفر هستند.